# Мишино (Ермолинское сельское поселение)
Мишино — деревня в Вяземском районе Смоленской области России. Входит в состав Ермолинского сельского поселения. Население — 2 жителя (2007 год), 0 — жителей (2012 год). Полностью разрушилась. 
Расположена в восточной части области в 19 км к северо-востоку от Вязьмы, в 5 км южнее автодороги М1 «Беларусь». В 13 км южнее деревни расположена железнодорожная станция Исаково на линии Вязьма — Калуга.
| 2015 |
| ---- |
| 2    |

## История
В годы Великой Отечественной войны деревня была оккупирована гитлеровскими войсками в октябре 1941 года, освобождена в марте 1943 года.